# Frans Peeters (homme politique)
Pour les articles homonymes, voir Frans Peeters.
Frans Peeters, né le 27 juin 1953 à Herentals est un homme politique belge flamand, membre du CD&V.
Il est ingénieur industriel.

## Fonctions politiques
- 1989-     : conseiller communal à Geel
- 1989-1994 : échevin à Geel
- 1995-2012 : bourgmestre de Geel
- 2004-2009 : député au Parlement flamand